# Donnerwetter (Album)
Donnerwetter (eigene Schreibweise: !DonnerwetteR!) ist das sechste Soloalbum des Berliner Rappers Prinz Pi und sein erstes, das sich in den deutschen Charts platzieren konnte. Es wurde am 22. September 2006 beim eigenen Label No Peanuts in zwei unterschiedlichen CD-Editionen sowie einer Vinyl-Version veröffentlicht und nahezu ausschließlich von dem Hip-Hop-Musiker Biztram produziert.

## Entstehung
Die Arbeit an dem Album Donnerwetter dauerte insgesamt eineinhalb Jahre. In dieser Zeit wurden das Konzeptalbum Der Herr der Dinge, das die zweite CD des Doppelalbums darstellt, und zwischen 40 und 50 reguläre Lieder aufgenommen. Von diesen Musikstücken wurden jedoch einige wieder verworfen, da sie sich teilweise thematisch mit anderen Liedern überschnitten. Am Ende schafften es 22 Lieder auf das Album. Sowohl die Arbeitsweise als auch das Ergebnis heben sich, laut Aussage von Prinz Pi, von den vorherigen Veröffentlichungen des Rappers ab. So erzählt er in einem Interview gegenüber MZEE, dass insbesondere die Dauer der Konzipierung und Erstellung der Stücke zeitaufwändiger war, als bei der Produktion seiner Mixtapes. Dadurch ist „in !Donnerwetter! […] so viel Energie reingeflossen wie in all [seinen] letzten vier Releases zusammen.“
Die Albumveröffentlichung musste zunächst verschoben werden, da eine Festplatte mit den von Prinz Pi eingerappten Vocal-Aufnahmen Schaden nahm. Die Aufnahmen mussten im Studio wiederholt werden. Prinz Pi und Biztram zögerten die Veröffentlichung im Anschluss absichtlich noch etwas weiter hinaus, um ein ihren Ansprüchen entsprechendes Ergebnis zu erzielen.

## Versionen
Donnerwetter erschien in insgesamt drei Versionen. Die Standard-Version besteht aus zwei CDs. Auf der ersten CD sind 22 Stücke zu finden, die zweite Disk besteht aus der Fantasy-Geschichte Der Herr der Dinge. Parallel zur Standard-Edition wurde eine Premium-Edition veröffentlicht. Diese bietet neben den beiden CDs der regulären Version eine dritte CD, auf der sieben weitere Lieder und Videomaterial zu finden sind. Außerdem erschien !Donnerwetter! in einer Vinyl-Version. Diese besteht aus den Titeln der ersten CD, den sieben Liedern der Premium-Edition sowie den Musikstücken Russendisko, Gute Karten und Unerträgliche Leichtigkeit, die zuvor bereits als Bonus-Lieder auf der Single zum Stück Instinkt erschienen waren.

## Titelliste
| CD 1 – !Donnerwetter! 1. Donnerwetter – 3:16 2. Instinkt – 3:52 3. Kette – 3:21 4. Der Plan (Skit) – 0:45 5. Bonnys Ranch 3 – 4:01 6. Pssst (Skit) – 0:19 7. Die Bomben schlafen – 4:07 8. Von & Zu (feat. Taktloss) – 3:17 9. Meine Roots – 4:26 10. Peng! Peng! Peng! – 2:59 11. Berlin, große Liebe – 4:22 12. So viele Fragen – 3:51 13. Singt die Lieder (feat. Biztram und Bobidze) – 2:27 14. Herr Claasen – 4:10 15. Keine Idole – 3:20 16. Wie die Zeit vergeht (feat. Biztram) – 4:44 17. Schreibmaschine – 2:20 18. Meene Stadt (feat. Frank Zander und Biztram) – 3:49 19. Zünd die Welt an – 3:47 20. Schwarz ist das neue Schwarz – 2:34 21. Der Rand – 4:33 22. Ich gehe – 4:33 | CD 2 – Der Herr der Dinge 1. Das weite Land – 2:19 2. Der Bote – 1:01 3. Im Thronsaal – 1:04 4. Zur Altstadt – 0:47 5. Die Spelunke – 1:11 6. In das Dorf – 0:57 7. Das Prinzendorf – 1:56 8. Der Aufbruch – 1:47 9. Der dunkle Wald – 1:13 10. Räuberhauptmann – 1:53 11. Über die Berge – 1:56 12. Die Prophezeiung – 1:36 13. Angriff der Orks – 1:03 14. Die Vogelreiter – 1:13 15. Der Ritt – 1:19 16. Dorffest – 0:44 17. Orks im Morgengrauen – 1:22 18. Das singende Schwert – 2:33 19. Der Winterwald – 1:42 20. Lagerfeuer – 1:40 21. Die Gefährten – 2:01 22. Der See – 1:45 23. Das Geisterschiff – 0:49 24. Die Flotte – 1:26 25. Auf dem Hügelkamm – 2:17 26. Der Prinz eröffnet die Schlacht – 0:46 27. Die Schlacht – 1:03 28. Mit letzter Kraft – 1:02 29. Entscheidung – 1:40 30. Der Herr der Dinge – 1:52 | CD 3 – Bonus-CD a 1. Es geht los – 3:47 2. Bestandsaufnahme – 3:33 3. Hotel – 2:26 4. Rostbraun (feat. Bina) – 3:01 5. Down Syndrom – 2:33 6. Geld macht dich krank (feat. Bina) – 3:59 7. Dem Licht entgegen (feat. Esko) – 3:36 + Videomaterial |

## Musikstil
Neben Raps verwendet Prinz Pi teilweise unübliche Hip-Hop-Beats. So setzt er im Lied Keine Idole orientalische Flötenmelodien ein und im Stück Schreibmaschine werden stakkatierte Mexiko-Trompeten mit Synthesizersounds kombiniert. Im Lied Zünd Die Welt An werden Elektronikbeats eingesetzt und ein Stimmenverzerrer. In Meine Roots wird größtenteils auf elektronische Instrumente und Schlagzeug verzichtet und der Rapper wird von einer Akustikgitarre, Klavier, Orgel, Bass und einer Frauenstimme unterstützt. In Die Bomben schlafen basiert der Beat des Liedes auf einem Chor-Sample kombiniert mit einer Violinenmelodie.

## Texte
Die Texte der Musikstücke von Prinz Pi behandeln verschiedene Thematiken und heben sich stark von dem zur Entstehungszeit von !Donnerwetter! im Hip-Hop dominierenden Gangsta-Rap ab. Der Rapper greift etwa politische und gesellschaftskritische Themen auf, bezieht seine eigene Persönlichkeit mit in die Texte ein oder präsentiert fiktive Geschichten, die der Stilrichtung des Storytelling zuzuordnen sind. In einem Interview wies Prinz Pi darauf hin, dass er mit seinem Album Menschen ansprechen wolle, die „von [den] typischen HipHop-Themen, welche sich immer nur um HipHop selbst drehen, übersättigt sind.“
Der Titel Kette behandelt die herrschende Kriminalität und Armut in deutschen Großstädten. Kette stellt die Fortsetzung des Liedes Würfel aus dem Jahr 2005 dar. Während sich Prinz Pi im ersten Stück auf seine Heimatstadt Berlin bezieht, überträgt der Rapper die beschriebenen gesellschaftlichen Probleme auf das gesamte deutsche Bundesgebiet („Das ist ein Land und viele Städte. Alle hängen zusammen wie die Glieder einer Kette. Es geht von Stadt zu Stadt, von Viertel zu Viertel. Es ist überall das Gleiche – Jetzt fallen die Würfel.“).
In dem Lied Die Bomben schlafen thematisiert Prinz Pi die Gefahr durch Kernwaffen. Der Rapper warnt vor einem Atomkrieg und kritisiert, dass die Menschen nach der Bedrohung durch den Ost-West-Konflikt nun wieder den Einsatz nuklearer Waffen in Erwägung ziehen („Der kalte Krieg ist jetzt ein alter Krieg, doch man sieht, welche Vergesslichkeit es im Alltag gibt.“). Das Stück ist eine Hommage an den Film Dr. Seltsam oder: Wie ich lernte, die Bombe zu lieben von Stanley Kubrick. Ein weiterer Titel, der sich inhaltlich um politische Gegebenheiten dreht, ist Peng! Peng! Peng!. In diesem setzt sich der Rapper mit der Politik des ehemaligen US-amerikanischen Präsidenten George W. Bushs auseinander. Prinz Pi kritisiert die US-amerikanische Außenpolitik und das gesellschaftliche System der Vereinigten Staaten. Er beschreibt Bush als „Irren“ und bringt die Befürchtung zum Ausdruck, dass die amerikanische Regierung nach dem Irakkrieg den Iran angreifen werde. Ein positiver Aspekt der Gesellschaft sei die Unterhaltungsindustrie.
Mit Berlin Große Liebe zeigt der Rapper den Lokalpatriotismus, der ihn mit seinem Geburts- und Wohnort Berlin verbindet. Obwohl ihm seine Heimat am Herzen liegt, stellt der Hip-Hop-Musiker Berlin auch als problematische Stadt dar. So berichtet er vom Drogenhandel und dem oftmals tristen Alltagsleben der Einwohner. Mit der Aussage „Berlin du bist einzigartig – mal gut mal schlecht; und immer da wenn dich keiner erwartet“ deutet er an, dass die Stadt eine positive als auch eine negative Seite habe.
In So Viele Fragen stellt Prinz Pi sich und den Hörern teilweise unbeantwortbare Fragen aus dem religiösen Bereich, die gezielt zum Nachdenken anregen sollen („Ich hab noch so viele Fragen, hat das Leben einen Plan? Verlässt die Erde ihre ewige Bahn? Liegt die Antwort auf die Rätsel in Formeln und Zahlen und warum besteht der Gott der Christen nur aus Zorn und Erbarmen?“).
Als Beispiel für einen Storytelling-Titel kann Herr Claasen angeführt werden. Prinz Pi schildert darin einen Mörder und die Sicht seines Umfelds auf ihn. In der ersten Strophe wird Herr Claasen als engagiert, hilfsbereit und höflich geschildert. Seine Nachbarn halten ihn für „harmlos, bieder und für niemand gefährlich“. Der Rapper beschreibt im Folgenden, wie Claasen als Kind einen Hasen tötete und wie Mörder zu seinen Vorbildern wurden. Die letzte Strophe handelt davon, wie Herr Claasen Menschen in sein Haus lockt, sie umbringt und teilweise isst. Die Ambivalenz zwischen Außenwirkung und wahrem Charakter wird im Refrain ausgedrückt: „Ich möcht’ euch jemand’ vorstellen – Herr Claasen. Ihr werdet ihn lieben, über alle Maßen. Ein freundlicher Nachbar, von dem keiner weiß, wo er in der Nacht war – das ist Herr Claasen.“
Keine Idole ist ein weiteres Beispiel für ein sozialkritisches Lied. In diesem Stück spricht der Rapper Phänomene wie Castingshows, Klingeltonwerbung, Pokémon, Arbeitslosigkeit, die Serie Sex and the City und die Show Big Brother an. Er bringt seine Gesellschaftskritik und die in seinen Augen herrschende Perspektivlosigkeit mit der Aussage „Keine Idole! Woran soll ich noch glauben, wenn die alten Ideale verstauben?“ zum Ausdruck. Aus Sicht des Musikers hat die Jugend keine ernst zu nehmenden Vorbilder mehr, die der positiven Identifikation dienen können.

## Der Herr der Dinge
Der Herr der Dinge ist eine Fantasy-Geschichte im Stil von J. R. R. Tolkiens Roman Der Herr der Ringe. Hier verwendet Prinz Pi keine Hip-Hop-Beats, sondern mittelalterliche Instrumentation. Das 45-minütige Epos ist in 30 Akte gegliedert und wurde komplett von Biztram komponiert. In der Erzählung geht es um die Reise eines Prinzen, die mit einer Schlacht endet. Die Geschichte beinhaltet zahlreiche Anspielungen auf die deutsche Musikszene. So stehen die beiden verfeindeten Parteien in Der Herr der Dinge für die „bösen“ Major-Labels und die „guten“ Independent-Labels. Des Weiteren treten zahlreiche Figuren auf, die bekannte deutsche Rapper darstellen und ihre Beziehungen zueinander kommentieren. So bezieht sich ein Streit zwischen dem König und dem Prinzen auf Kool Savas und Eko Fresh, der „Herrscher des Nordens“ ist Samy Deluxe, der „Herrscher des Nordwestens“ steht für den Frankfurter Azad und der „Ritter mit der eisernen Maske“ soll Sido sein.

## Produktion
Der Hauptproduzent des Albums ist das No Peanuts-Mitglied Biztram. Bis auf eine Ausnahme wurde die komplette erste CD von !Donnerwetter! von Biztram im Biztrumentals-Studio aufgenommen (die Ausnahme ist Berlin, große Liebe, das im Kellerstudio des Produzenten Beatzarre aufgenommen wurde). Außerdem arbeiteten Sasha Pushkin an einem und Bensun an zwei Liedern mit. Bensun spielte die in den Liedern Von & Zu und Ich gehe zu hörende Violine ein und Pushkin spielte für das Musikstück Meine Roots Klavier. Executive Producer von !Donnerwetter! ist Kick. Im Anschluss an die Aufnahme wurden sämtliche Lieder von Matzemillion und Biztram gemischt und abschließend von Enrico Mercaldi für Time Tools Mastering gemastert.
Die Fantasy-Geschichte Herr der Dinge wurde von Kick im No Peanuts-Studio aufgenommen. Kick ist außerdem für die Soundeffekte des Albums verantwortlich. Das Mastering übernahm Matzemillion im Studio 4 Berlin.
An der dritten CD der Premium-Edition sind drei verschiedene Produzenten beteiligt. Biztram hat die Beats zu drei der insgesamt sieben Lieder produziert (Rostbraun, Hotel und Es geht los). Beatzarre ist für die musikalische Untermalung der Tracks Bestandsaufnahme, Down-Syndrom und Geld macht dich krank verantwortlich. Das Musikstück Dem Licht entgegen wurde von Big Flexx produziert. Außerdem ist DJ Zettt, der bei No Peanuts auch als Rapper unter dem Namen Boba Fettt arbeitet, an dem Lied Bestandsaufnahme beteiligt, für das er die Cuts lieferte. Das abschließende Mastering der dritten Disk erfolgte wie bei Herr der Dinge durch Matzemillion im Studio 4 Berlin.

## Gastbeiträge
!Donnerwetter! bietet Gastbeiträge, sogenannte Features, von vier verschiedenen Künstlern. An drei Liedern ist Biztram beteiligt. Dieser arbeitet bei No Peanuts als Produzent, Rapper und Texter. Seine Gastbeiträge sind auf den Liedern Singt die Lieder, Meene Stadt und Wie die Zeit vergeht zu hören. An dem Titel Von & Zu ist der Berliner Taktloss vertreten, der zuvor zusammen mit Prinz Pi auf Nicht auf die Tour zu hören war. Prinz Pi äußerte sich in einem Interview zu der Zusammenarbeit mit Taktloss: „Ich halte ihn für einen der wenigen Rapper, die sich wirklich als Künstler bezeichnen dürfen.“

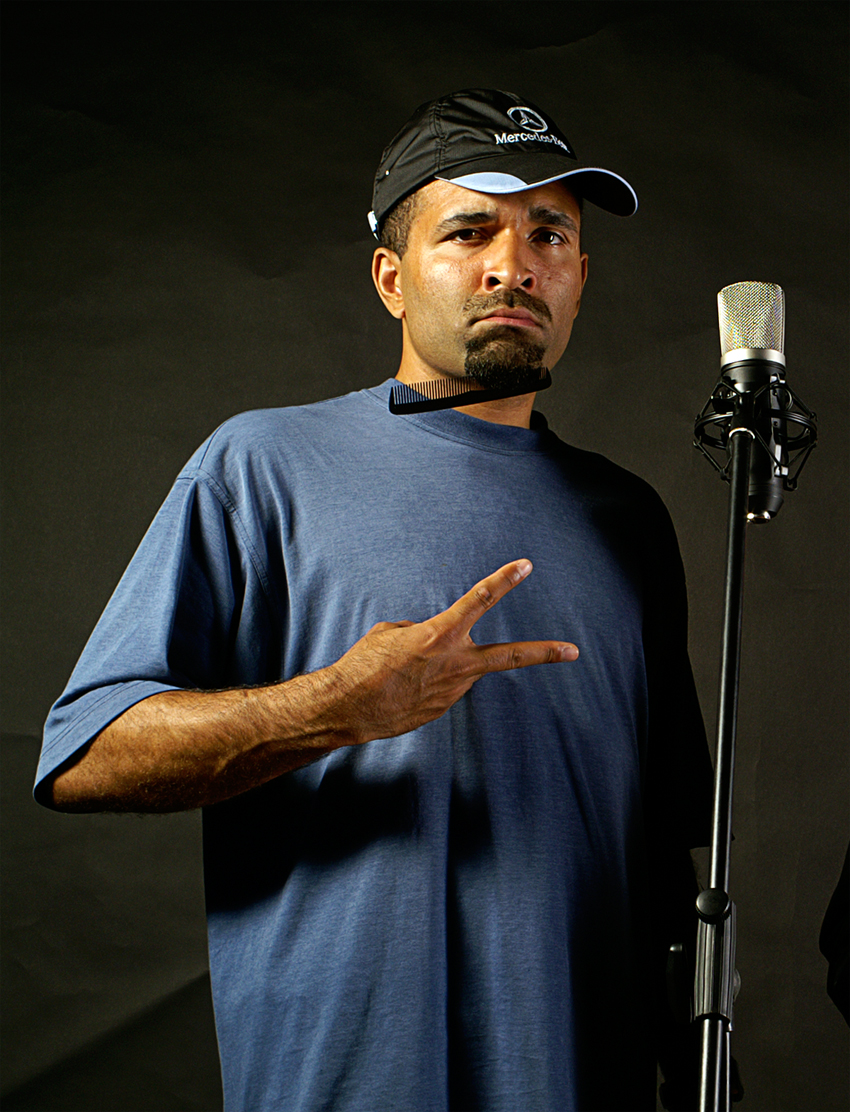
Rapper Taktloss

Bobidze arbeitet bei Singt die Lieder mit. Der in Moldawien geborene Rapper ist ebenfalls vertraglich an No Peanuts gebunden und liefert einen russischsprachigen Part für das Lied ab. Der vierte vertretene Künstler ist der Berliner Frank Zander. In einem Interview erklärte Prinz Pi, dass er schon lange Zeit den Wunsch gehegt hatte, ein Musikstück mit Zander aufzunehmen. Daher sei er laut eigener Aussage auf das Lied Meene Stadt, das ausschließlich auf Berlinerisch gesungen wird, „besonders stolz“. Auf der dritten CD der Premium Edition von !Donnerwetter! ist auf einem Titel außerdem ein Gastbeitrag des Rappers Esko zu finden, der bereits auf Prinz Pis Album Teenage Mutant Horror Show vertreten war. Zusammen mit Esko entstand das Lied Dem Licht entgegen. Des Weiteren ist die Sängerin Bina an den Liedern Geld macht dich krank und Rostbraun beteiligt. Sie steuert den Refrain für die beiden Musikstücke bei.

## Illustration
Die Gestaltung der Cover und des Booklets wurden von Prinz Pi selbst übernommen. Der Hip-Hop-Musiker gestaltete die Illustrationen über seine eigene Grafikagentur PORNOGraphics, die ebenfalls zu No Peanuts gehört. Mittlerweile musste der Rapper die Agentur aus Zeitmangel aufgeben.
Das Cover der Standard-Version zeigt den Roten Baron reloaded, eine abgeänderte Version des Fokker-Dr.I-Dreideckers, bei dem das Balkenkreuz durch das Prinz Pi-Logo ersetzt wurde, und den aus den Star-Wars-Filmen bekannten Astromech-Droiden R2-D2, der auf dem Cover hinter dem Piloten sitzt. Unterhalb der Mitte ist das verzierte Prinz Pi-Logo zu sehen, gefolgt vom Albumtitel in silberner Schrift. Der Hintergrund zeigt einen stark bedeckten Himmel, der sich aus der Richtung, aus der das Flugzeug kommt, aufhellt.
Die Premium-Version wird als aus Karton bestehendes doppeltes Jewelcase geliefert. Auf der Frontseite ist ein dem Orden Pour le Mérite nachempfundenes zentral liegendes gold-blaues Kreuz auf hölzernem Hintergrund zu erkennen. Kronen, Blitze und das Prinz Pi-Logo verzieren das Ganze. In der linken oberen Ecke ist ein altes Buch zu sehen.
Das Booklet besteht aus insgesamt 36 Seiten. Darin sind sämtliche Texte der Lieder der Standard-Version sowie eine Landkarte zu dem „Heldenepos“ Der Herr der Dinge abgedruckt. Die Texte im Booklet werden durch Fotos, Zeichnungen, Literaturverweise und Erklärungen, die von Prinz Pi ausgewählt und verfasst wurden, ergänzt. So werden zum Beispiel ausgewählte Begriffe aus dem Titel Meene Stadt für „Nicht-Berliner“ übersetzt, und der Rapper beschreibt zum Lied Schreibmaschine, welches Papier er früher vorgezogen hat und wie er heute seine Texte schreibt.

## Vermarktung

### Single
Am 4. August 2006 erschien zur Vermarktung des Albums !Donnerwetter! die Single-EP Instinkt über Prinz Pis Label No Peanuts. Die Veröffentlichung enthält neben der Album-Version des Stücks Instinkt einen Remix und das zum Lied gedrehte Video. Außerdem befindet sich auf dem Tonträger das Stück Keine Idole sowie die Lieder Russendisko, Unerträgliche Leichtigkeit und Gute Karten, die exklusiv auf der Single-EP erschienen. Sämtliche Musikstücke der EP produzierte Biztram.

### Videos
Zu drei Liedern des Albums wurden Musikvideos gedreht.
Der erste Clip ist dem Stück Instinkt zuzuordnen und auch auf der gleichnamigen Single zu finden. Das Video entstand unter Anleitung von Nils Münter. Im Video ist Prinz Pi in verschiedenen Rollen zu sehen. Zu Beginn stellt er einen Rentner dar, der an einem Geldautomaten Geld abhebt. Dieser wird von einem vermummten Jugendlichen überfallen. Im Folgenden nutzt er das gestohlene Geld, um bei einer weiteren Person Pornos zu kaufen. Durch Zufall findet der Geldschein seinen Weg zu einem Obdachlosen. Ein Mann im weißen Anzug kommt an dem Obdachlosen vorbei, stiehlt das Geld und nutzt es, um einen Polizisten, der ihm einen Strafzettel geben wollte, zu bestechen. Der 100-Euro-Schein wird von dem Polizisten an einen Zuhälter überreicht, den dieser als Schutzgeld bezahlt. Der Weg des Geldscheins endet in einer Kasse für Parteispenden. Sämtliche Rollen werden von Prinz Pi selber gespielt. Am Ende des Videos wird das Lied Keine Idole angespielt. Der Hip-Hop-Musiker rappt dabei den Text im Video in ein Megafon.
Das zweite Video entstand zum Intro Donnerwetter. Der Clip ist eine Animation von Micha „The Don“. Prinz Pi sitzt am Steuer des Roten Baron reloaded und schießt mit Raketen auf einen Zeppelin. Auf diesem ist in Fraktur The Industry zu lesen.

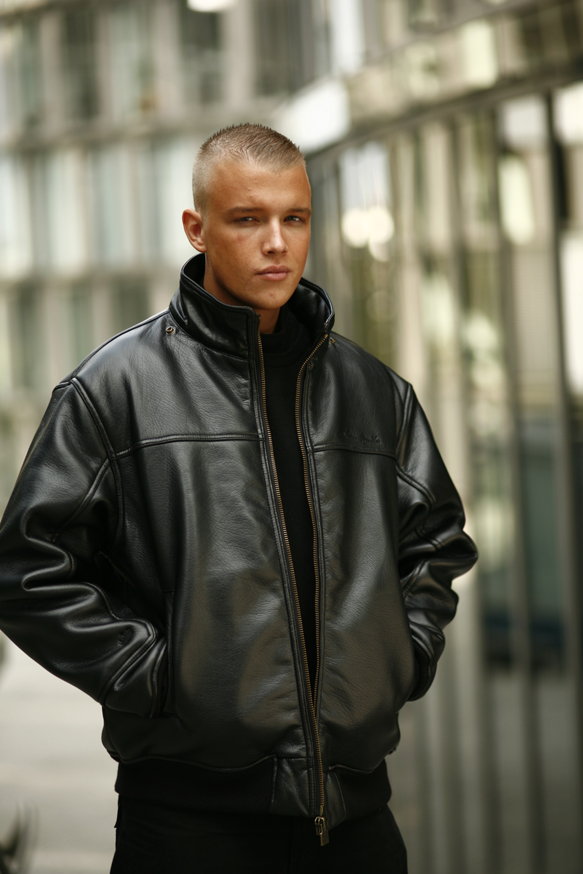
Rapper Kollegah

Als drittes Video erschien Zünd die Welt an, das zum Großteil aus Konzertaufnahmen besteht. Am Ende des Clips wird ausschnittsweise der Auftritt des Rappers beim Splash!-Festival gezeigt. Dabei wurden in den für den Betrachter zu erkennenden Teil des Himmels Flammen animiert, sodass der Eindruck eines brennenden Himmels entsteht.

### Tournee
Einige Monate nach der Veröffentlichung des Albums ging Prinz Pi auf !Donnerwetter!-Tour. Diese begann am 9. Februar 2007 in Hagen und endete am 16. März 2007 in Kiel. Es gab in insgesamt 23 Städten Konzerte, einige auch in Österreich und in der Schweiz. Prinz Pi wurde auf der Tour von der Berliner Rap-Formation K.I.Z, dem Mainzer Rapper Kollegah, sowie DJ Zett, der vertraglich an Prinz Pis Label No Peanuts gebunden ist, begleitet. Die Tour war 2007, nach Bushidos Von der Skyline zur Bühne zurück-Tour, die zweiterfolgreichste Deutschrap-Tour, gemessen an der Anzahl der Auftritte und der anwesenden Zuschauer. Der Hip-Hop-Musiker äußerte in einem Interview, dass auf der Tour nur in Hallen gespielt wurde, die maximal 1000 Besucher umfassen, diese Hallen seien größtenteils ausverkauft gewesen. Am Auftakttag der Tour wurde Prinz Pis DVD Das Prinz Ip Prinz Pi Vol. 1 veröffentlicht. Sie hat eine Laufzeit von 115 Minuten und erschien mit einer Altersbeschränkung ab 16 Jahren. Das Prinz Ip Prinz Pi brachte dem Rapper außerdem seine erste Titelstory in dem Hip-Hop-Magazin Juice ein.

## Kritiken
Die Kritiken zu Prinz Pis Album fielen durchweg positiv aus. Anhand der Bewertungen der Internetseite Rap.de, der Hip-Hop-Zeitschrift Juice und der deutschen E-Zine Laut.de kann dies nachgewiesen werden. Die Redaktion der Seite Rap.de bezeichnet !Donnerwetter! als „eine der besten und abwechslungsreichsten deutschen Rap-Platten des Jahres eines der besten und einfallsreichsten Rapper der Rapublik“. Auch in der von Philipp Gässlein für Laut.de verfassten Rezension wird das Album zu den qualitativ besten Tonträgern des Musikgenres gezählt. Die Redaktion der E-Zine vergab fünf von möglichen fünf Bewertungspunkten an !Donnerwetter!.
Positiv werten die Kritiker die Texte Prinz Pis. Aus Sicht der Rap.de-Redaktion verfügt der Rapper über eine große Bandbreite an Thematiken, die er in seinen Liedern kreativ umsetzt. In der Rezension der Juice wird vor allem die Komplexität der Texte hervorgehoben. Der Hip-Hop-Musiker nutzt bei seinen Vorträgen zahlreiche Anspielungen und Doppeldeutigkeiten. Gässlein behandelt in seiner Wertung einzelne Stücke ab. Hinsichtlich der Texte wird etwa Peng! Peng! Peng! gelobt, da in diesem der US-amerikanische Präsident George W. Bush nicht „übertrieben demagogisch“, aber intelligent und zynisch, kritisiert wird.
Die Juice-Redaktion hebt die Beats von Biztram hervor. Diese werden, trotz des unprofessionellen Equipments des Produzenten, positiv gewertet. Gässlein lobt vor allem die Produktion der Titel Donnerwetter und Bonnies Ranch III. Dagegen bezeichnet der Laut.de-Redakteur den Beat zu Herr Claasen als fade und wertet auch die Produktion des Stücks So viele Fragen negativ.
Das Titellied der EP Instinkt wird in der Bewertung von Rap.de positiv aufgenommen. Philipp Gässlein hebt das Stück zwar als „technisch anspruchsvoll“ hervor, kritisiert den Beat aber auch als „gewöhnungsbedürftig“. Der Laut.de-Redakteur lobt ansonsten die Lieder Die Bomben schlafen, Berlin, große Liebe und Der Rand. Im Gegensatz dazu ist aus Sicht Gässleins der Titel Schwarz ist das neue Schwarz, neben Herr Claasen, das schwächste Stück des Albums.
Außerdem gehen alle Kritiker auch auf die zusätzliche CD Der Herr der Dinge ein. Diese wird als „kreative Höchstleistung“ (Laut.de) tituliert und die Einzigartigkeit des Projekts herausgestellt (Rap.de). Die Redaktion der Juice zeigt sich angesichts des Konzepts, des Aufwands, der Durchführung und des Ergebnisses des Tonträgers beeindruckt. Zusammenfassend bezeichnet der zuständige Juice-Redakteur !Donnerwetter! als „vielleicht kreativste und vielseitigste Platte aus deutschen Landen“ des Jahrs 2006 und vergibt an den Tonträger fünf von sechs möglichen „Kronen“.

## Kommerzieller Erfolg
!DonnerwetteR! ist Prinz Pis erste Veröffentlichung, mit der er in die deutschen Album-Charts einsteigen konnte. Das Album stieg in der 41. Kalenderwoche des Jahres 2006 auf Platz 56 ein. Es konnte sich lediglich in der ersten Woche bis zum 15. Oktober 2006 in der Liste der 100 meistverkauften Alben der Woche halten. Verglichen mit den Verkaufszahlen konkurrierender Berliner Rapper wie Bushido und Sido, die im Jahr 2006 ebenfalls Soloalben veröffentlichten, blieb !DonnerwetteR! verhältnismäßig erfolglos. Das Album sorgte jedoch dafür, dass der Bekanntheitsgrad des Berliner Rappers stieg. Daher wurden von !DonnerwetteR!, im Vergleich zu Prinz Pis vorigen Veröffentlichungen Teenage Mutant Horror Show und Zeit ist Geld, weitaus mehr Einheiten verkauft.
| ChartsChartplatzierungen | Höchstplatzierung | Wochen |
| ------------------------ | ----------------- | ------ |
| Deutschland (GfK)        | 56 (1 Wo.)        | 1      |